# Hans Passenheim
Hans Passenheim war ein deutscher Fußballspieler.

## Karriere
Passenheim gehörte Holstein Kiel als Torhüter an, für den er in der vom Norddeutschen Fußball-Verband organisierten Meisterschaft in der Bezirksliga Schleswig-Holstein, Staffel Förde, Punktspiele bestritt. Mit dem gewonnenen Finale um die Bezirksmeisterschaft gegen den Sieger der Staffel Eider, FVgg Kilia Kiel, nahm er mit seiner Mannschaft an der Endrunde um die Norddeutsche Meisterschaft teil – und schloss diese als Sieger ab.
Der Titelgewinn berechtigte zur Teilnahme an der Endrunde um die Deutsche Meisterschaft. Passenheim bestritt die Begegnungen mit dem Stettiner SC, dem SV Norden-Nordwest 98 und der SpVgg Fürth im Achtel-, Viertel- und Halbfinale.

## Erfolge
- Halbfinalist Deutsche Meisterschaft 1926
- Norddeutscher Meister 1926
- Schleswig-Holsteinischer Meister 1926